# Paratrichodorus queenslandensis
Paratrichodorus queenslandensis is een rondwormensoort uit de familie van de Trichodoridae. De wetenschappelijke naam van de soort is voor het eerst geldig gepubliceerd in 1991 door Decraemer W..